# Prostanoide

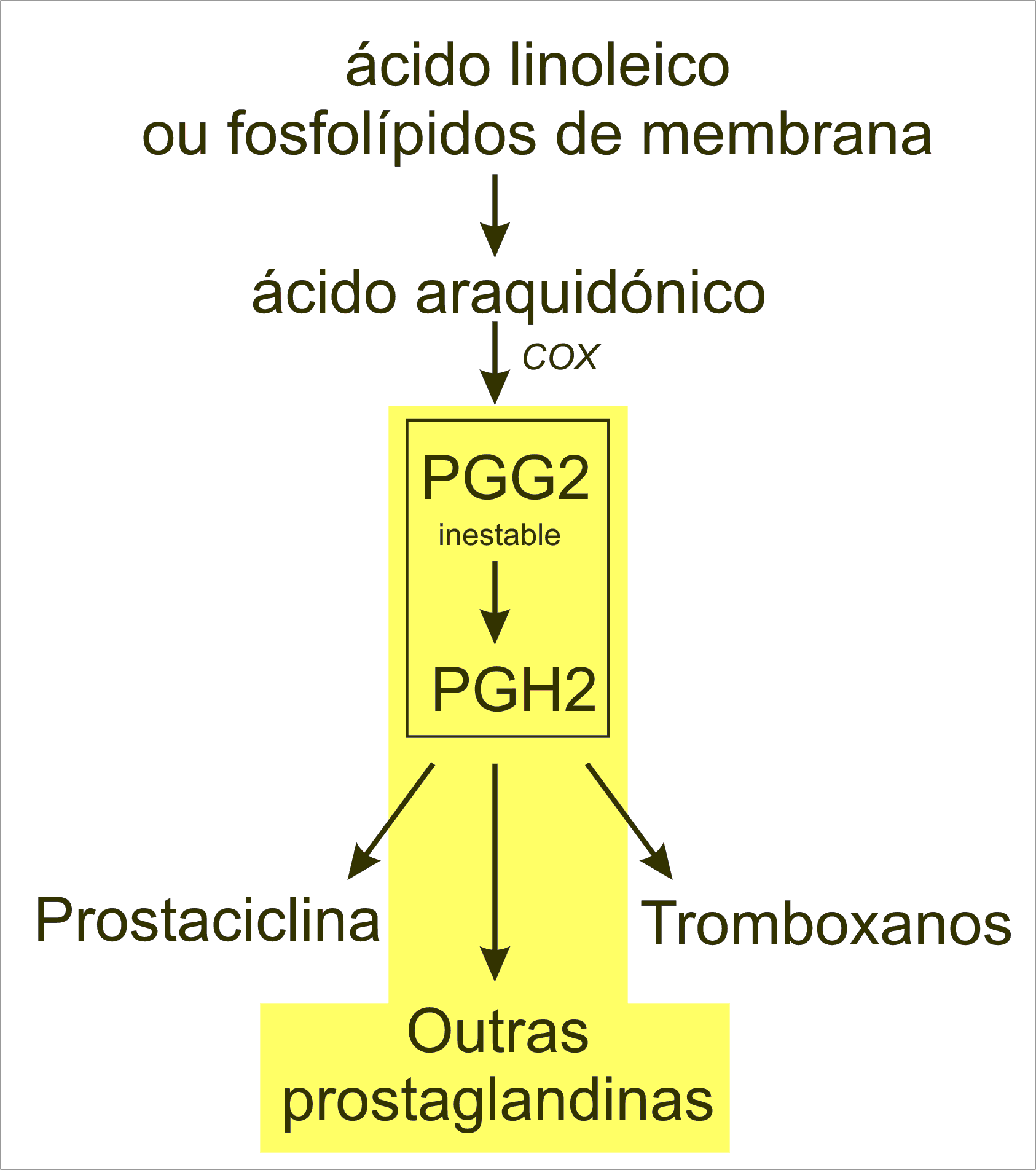
Diagrama de síntesis de prostanoides - Gallician.

Los prostanoides son eicosanoides (ácidos grasos de 20 carbonos) sintetizados por la vía de la ciclooxigenasa (COX). Pertenecen a este grupo las prostaglandinas, la prostaciclina y el tromboxano.
Existen tres series de prostanoides, cada uno derivado de un ácido graso distinto:
- serie 1: del ácido dihomo-γ-linoléico
- serie 2: del ácido araquidónico
- serie 3: del ácido eicosapentaenoico

## Funciones
Los prostanoides tienen una función fundamental como mediadores en varios procesos, entre ellos la inflamación, la agregación plaquetaria, la vasoconstricción y vasodilatación, así como en la regulación del transporte de agua e iones, la motilidad gastrointestinal y la actividad neuronal.
- Datos: Q962217